# Pehr Erik Rudebeck
Pehr Erik Rudebeck, född 19 februari 1796 i Rystads socken, död 27 december 1862 i Stora Åby socken, var en svensk präst, musiker och kompositör.

## Biografi
Pehr Erik Rudebeck föddes 1796 i Rystads socken. Han var son till kornetten Karl Otto Rudebeck och Sofia Mariana Båth. Rudebeck blev 1817 student vid Uppsala universitet och 1824 filosofie kandidat. Samma år blev han filosofie magister. Han blev 1826 docent i romersk vältalighet vid Uppsala universitet och prästvigdes 10 juni 1827. Rudebeck tog pastoralexamen 5 april 1828 och blev 13 augusti samma år kyrkoherde i Hedvigs församling, Norrköping, tillträdde direkt. Han blev samma år inspektor över Ebersteinska skolinrättningarna och 1829 ordförande i deras direktion. Den 15 oktober 1831 blev han kyrkoherde i Vists församling, tillträdde 1834 och 30 november 1841 prost. Rudebeck blev 26 augusti 1853 kyrkoherde i Stora Åby församling, tillträdde 1854 och 18 juni 1862 kontraktsprost i Lysings kontrakt. Rudebeck avled 27 december 1862 i Stora Åby socken.
Rudebeck blev 1854 ledamot av Nordstjärneorden. Ett porträtt i olja över Rudebeck hänger i kyrkoherdebostaden i Vists socken, Östergötland.
Rudebeck var även musiker och kompositör. Han gav ut två sånghäften på Abraham Hirschs förlag.

### Familj
Rudebeck gifte sig första gången 6 juni 1830 med Sigrid Gustafva Brydolf (1811–1841). Hon var dotter till prosten Erik Gustaf Brydolf i Hällestads socken. De fick tillsammans barnen Sigrid Rudebeck (1831–1924), Agnes Dorothea (1833–1912), Axel Erik Theophil (1834–1903), Ebba Adriana Fredrika (1836–1919), Lars Peter Fredrik (1837–1914), Bernhard Alfred Olof (1840–1924), Gustaf Hjalmar Constantin (1841–1917).
Rudebeck gifte sig andra gången 23 augusti 1842 med Beata Charlotta Duvaer (1801–1879). Hon var dotter till kyrkoherden L. G. Duvaer i Rumskulla socken. De fick tillsammans barnen Amalia Ulrika Ottilia (1843–1923) och Hedvig Mariana Charlotta (1845–1925).